# Zhou Youguang
Zhou Youguang o Chou Yu-kuang (caràcters xinesos: 周有光, pinyin: Zhou Yǒuguāng; Wade-Giles: Chou Yu-kuang) (Changzhou, 13 de gener de 1906 - 14 de gener de 2017) va ser un lingüista, esperantista i economista xinès. És conegut com el «Pare del pinyin», que és la romanització oficial del xinès a la República de la Xina des de 1958 i és utilitzat oficialment per l'Organització Internacional per a l'Estandardització (ISO) des del 1982 i per Taiwan des de 2009.
Zhou Youguang es va graduar el 1923 en economia a la Universitat de Sant Joan a Xangai i va assistir a cursos addicionals de lingüística. El 1925 va sortir de Sant Joan de Terranova durant les protestes del moviment antiimperialista del 30 de maig i es va traslladar a la Universitat de Guanghua, on es va graduar el 1927. A continuació, va passar una experiència d'intercanvi cultural al Japó i després es va traslladar a Nova York, on va començar la seva carrera com a banquer i economista. Va tornar a Xangai el 1949 després de la presa del poder per Mao Tse Tung i el naixement de la República de la Xina. El 1955 va ser escollit pel Partit Comunista de la Xina com a president de la comissió de la llengua xinesa, responsable de l'alfabetització de la població. Aquest comitè va escolir el mandarí com a idioma nacional i també va crear el pinyin que el 1958 va esdevenir la romanització oficial del xinès. Durant la Revolució Cultural va passar dos anys camp de treball. Juntament amb Liu Chien i Wei-zang Zunqi va traduir l'Enciclopèdia Britànica al xinès. Des de l'any 2000 ha publicat deu llibres, alguns d'ells censurats a la Xina. També es va unir a l'Associació per a la Construcció de la Xina Nacional Democràtica, un dels partits polítics permesos pel règim. En els anys 90 va ser professor d'economia a la Universitat de Fudan a Xangai. Zhou Youguang és també parlant de la llengua auxiliar internacional esperanto, que li hauria servit com a influència en la creació del pinyin.
Va morir el 14 de gener de 2017 als 111 anys.